# Helicodontium lanceolatum
Helicodontium lanceolatum là một loài Rêu trong họ Myriniaceae. Loài này được (Hampe & Müll. Hal.) A. Jaeger mô tả khoa học đầu tiên năm 1878.